# 徳澤直子
徳澤 直子（とくざわ なおこ、1984年10月16日 - ）は、日本のファッションモデル。神奈川県川崎市出身。エスプロを経てイリュームに所属していた。

## 略歴
2001年、女子中高生向けファッション雑誌『SEVENTEEN』のオーディションで「ミスセブンティーン2001」に選ばれモデルデビュー。2004年から『CanCam』に登場し、同誌の専属モデルとなった。
プロ野球選手である夫がアメリカの球団へ移籍することに伴い、2011年1月22日発売の『CanCam』3月号をもって同誌の専属モデルを卒業した。
離婚協議中の2012年にモデルの仕事を再開した。
2013年4月、ブログで看護大学へ入学したことを発表。
2017年3月30日、自身のブログを通じて看護師国家試験に合格したことを報告した。今後は大学院に進学し、助産学を専攻するという。
2020年3月、聖路加国際大学大学院修了。
2024年11月1日、所属事務所イリュームを退社したことを発表。

### 結婚歴
2010年7月27日、プロ野球選手の西岡剛と結婚。同年11月に都内で結婚式を挙げた。アメリカの球団に移籍した西岡は2011年2月に渡米。妊娠中の徳澤は安定期に入った同年4月に渡米し、同年8月8日にミネソタ州ミネアポリスにて第1子女児を出産した。
2012年2月に別居と離婚協議中であることが明らかになった。3年の協議を経て2014年12月7日に離婚を発表。長女の親権は徳澤が持つ。
2016年3月9日に1歳上の一般男性と再婚。2017年8月に第2子男児を出産した。

## 人物
- 5歳上の姉がいる[18]。

## 出演

### 雑誌
- SEVENTEEN（集英社）
- esty+（集英社）
- CanCam（小学館）
- 美人百花（角川春樹事務所）

### テレビ番組
- チェキ!チェキ!（2003年3月 - 2003年12月、日本テレビ） - 共演者は榮倉奈々。
- めざましテレビ（2004年11月1日 - 2006年9月、フジテレビ） - 「早耳トレンドNo.1」に出演。
- 旅美人（2005年4月 - 2008年9月、フジテレビ） - 準レギュラー
- テレキャン（2008年11月 - 、テレビ朝日）
- HAPPY!（2008年4月 - 2008年9月、日本テレビ）
- Music Birth（2009年10月 - 、TBS）

### テレビドラマ
- Sunny-Side-UP（2005年7月6日 - 9月28日、KBS京都ほか） - 水谷春香 役
- サラリーマン金太郎 第6話（2008年11月14日、テレビ朝日） - 菊川千秋 役

### テレビアニメ
- プラトニックチェーン（2002年10月 - 2003年3月、テレビ東京） - 菜恵 役

### 映画
- アザーライフ（2006年） - 小菅友美 役
- リメンバーホテル（2010年） - 田中奈緒美 役

### CM
- ロッテ「ピュアホワイト」（2005年）
- ニベア花王「8×4」（2006年 - ）
- NHK「フレッシャーズキャンペーン」（2006年）
- 日本コカ・コーラ「爽健美茶」 Earl Jeanデニム応募キャンペーン
- CanCam（2007年）
- ABCマート「ホーキンススポーツ」（2008年 - 2009年）
- 日産自動車「MOCO」（2008年 - 2009年）

### カタログ・広告
- ジョイフル恵利 - ウエディングドレスカタログの表紙&イメージモデル
- IMAGE - カタログの表紙&イメージモデル
- CALAJA - 広告イメージモデル
- 三菱鉛筆「uniEZ10」 - 製品広告モデル
- RyuRyu - カタログの表紙&イメージモデル
- 東芝「Dynabook」 - カタログ内のイメージモデル。（2009年）

## 作品

### 写真集
- モデル徳澤直子のモテル道。(キャンキャンオッジムック)（2010年2月22日、小学館、編集：CanCam編集部）ISBN 978-4091036216